# Freeburg (Missouri)
Pour les articles homonymes, voir Freeburg.
Freeburg est un village du comté d'Osage, dans le Missouri, aux États-Unis,. Situé au sud du comté, il est fondé en 1903 et incorporé en 1909.

## Démographie
Lors du recensement de 2010, le village comptait une population de 437 habitants. Elle est estimée, en 2016, à 432 habitants.

### Source de la traduction
- (en) Cet article est partiellement ou en totalité issu de l’article de Wikipédia en anglais intitulé « Freeburg, Missouri » (voir la liste des auteurs).